# بيليدجي
بيليدزهي (بالروسية: Белиджи) هي مدينة في جمهورية داغستان في روسيا. ويبلغ عدد سكانها حوالي 11441 نسمة.

## التاريخ
أُسِّست مدينة بيليدجي في عام 1899، وأصبحت مستوطنة حضرية في عام 1965.[بحاجة لمصدر]